# Sander Berge
Sander Gard Bolin Berge (Bærum, 14 febbraio 1998) è un calciatore norvegese, centrocampista del Fulham e della nazionale norvegese.

## Biografia
È il nipote di Ragnar Berge, anch'egli calciatore.

## Caratteristiche tecniche
Mediano molto fisico, dotato di buona tecnica individuale e con un'ottima visione di gioco.
Nella stagione 2021/22, sotto la guida di Paul Heckingbottom, viene spostato come trequartista alle spalle dei due attaccanti, ed in questa posizione segna il suo massimo numero di gol in una stagione (6).

## Carriera

### Club

#### Gli inizi
Cresciuto nelle giovanili dell'Asker, il 19 ottobre 2013 esordisce in prima squadra, subentrando a Kristoffer Tollås, nella partita vinta per 9-2 contro il Førde. L'anno seguente gioca 8 partite complessive, di cui 7 in seconda divisione norvegese.
Il 9 febbraio 2015 viene acquistato a titolo definitivo dal Vålerenga. Il 21 aprile successivo esordisce con il club partendo da titolare nella vittoria per 8-0 sul campo del Lokomotiv Oslo, in una sfida valida per il primo turno della Norgesmesterskape, la coppa norvegese. Nello stesso incontro, trova anche la sua prima rete in carriera. L'11 luglio, invece, ha effettuato il proprio debutto in Eliteserien, subentrando a Ghayas Zahid nella vittoria interna per 2-0 sul Sandefjord. Chiude la stagione con 13 presenze in tutte le competizioni.
Il 20 febbraio 2016 rinnova il contratto con il Vålerenga fino al 31 dicembre 2018. Il 16 ottobre subisce un infortunio al ginocchio nella partita contro lo Stabæk, che gli ha fatto chiudere la stagione anzitempo con 30 presenze totali. Il 24 ottobre ha comunque ricevuto la candidatura come miglior giovane talento del campionato al premio Kniksen, titolo che si è poi aggiudicato il 4 novembre.

#### Genk
Il 2 gennaio 2017 passa a titolo definitivo ai belgi del Genk, firmando un contratto valido per i successivi quattro anni e mezzo. Quindici giorni dopo esordisce con la squadra subentrando ad Alejandro Pozuelo nel pareggio per 1-1 maturato sul campo dell'Ostenda, sfida valida per la Coppa del Belgio. Il 21 gennaio ha debuttato nella Pro League, stavolta sostituendo Bryan Heynen nel successo per 0-1 in casa dell'Eupen. Il 16 febbraio bagna l'esordio in UEFA Europa League, venendo impiegato da titolare nel 2-2 in casa dell'Astra Giurgiu, sfida valida per l'andata dei sedicesimi di finale.

#### Sheffield United
Il 30 gennaio 2020 viene acquistato dallo Sheffield Utd per 21 milioni di euro, diventando il giocatore più pagato nella storia del club. Il 1º febbraio seguente fa il suo esordio con gli inglesi nella sfida di Premier League vinta contro il Crystal Palace per 1-0.
Il norvegese disputa una stagione e mezza in Premier League per poi retrocede in maglia biancorossa in Championship.
Nella stagione 2021/22, nella seconda divisione inglese, Berge scende in campo 34 volte, di cui 31 in campionato, segnando 5 gol ed effettuando 3 assist. A fine stagione lo Sheffield si piazza al quinto posto e perde la qualificazione in Premier League in semifinale dei playoff ai calci di rigore contro il Nottingham, nonostante Berge avesse realizzato il proprio tiro dal dischetto.

#### Burnley e Fulham
Il 9 agosto 2023 viene acquistato Burnley.
Il 22 agosto 2024 viene acquistato dal Fulham.

### Nazionale
Berge ha rappresentato la Norvegia a livello Under-15, Under-16, Under-17, Under-18, Under-19 e Under-21. Per quanto concerne quest'ultima selezione, in data 22 agosto 2016 è stato convocato per la prima volta dal commissario tecnico Leif Gunnar Smerud per le partite contro Bosnia-Erzegovina e Inghilterra rispettivamente del 2 e 6 settembre, entrambe valide per le qualificazioni al campionato europeo 2017. Il 2 settembre viene schierato titolare nella vittoria per 0-1 sul campo della selezione bosniaca.
Il 14 marzo 2017 è stato incluso nella prima convocazione del nuovo commissario tecnico della nazionale maggiore Lars Lagerbäck, in vista della partita contro l'Irlanda del Nord. Il 26 marzo ha effettuato così il proprio esordio, subentrando a Stefan Johansen nella sconfitta per 2-0 della sua squadra.
Segna la sua prima rete il 5 settembre 2019 nel 2-0 contro Malta.

## Statistiche

### Presenze e reti nei club
Statistiche aggiornate al 9 agosto 2023.
| Stagione             | Club                 | Campionato           | Campionato | Campionato | Coppe nazionali | Coppe nazionali | Coppe nazionali | Coppe continentali | Coppe continentali | Coppe continentali | Supercoppe | Supercoppe | Supercoppe | Totale | Totale |
| Stagione             | Club                 | Comp                 | Pres       | Reti       | Comp            | Pres            | Reti            | Comp               | Pres               | Reti               | Comp       | Pres       | Reti       | Pres   | Reti   |
| -------------------- | -------------------- | -------------------- | ---------- | ---------- | --------------- | --------------- | --------------- | ------------------ | ------------------ | ------------------ | ---------- | ---------- | ---------- | ------ | ------ |
| 2013                 | Asker                | 2D                   | 1          | 0          | CN              | 0               | 0               | -                  | -                  | -                  | -          | -          |            | 1      | 0      |
| 2014                 | Asker                | 2D                   | 7          | 0          | CN              | 1               | 0               | -                  | -                  | -                  | -          | -          | -          | 8      | 0      |
| Totale Asker         | Totale Asker         | Totale Asker         | 8          | 0          |                 | 1               | 0               |                    | -                  | -                  |            | -          | -          | 9      | 0      |
| 2015                 | Vålerenga            | ES                   | 11         | 0          | CN              | 2               | 1               | -                  | -                  | -                  | -          | -          | -          | 13     | 1      |
| 2016                 | Vålerenga            | ES                   | 25         | 0          | CN              | 5               | 0               | -                  | -                  | -                  | -          | -          | -          | 30     | 0      |
| Totale Vålerenga     | Totale Vålerenga     | Totale Vålerenga     | 36         | 0          |                 | 7               | 1               |                    | -                  | -                  |            | -          | -          | 43     | 1      |
| gen.-giu. 2017       | Genk                 | D1                   | 19         | 0          | CB              | 2               | 0               | UEL                | 6                  | 0                  | -          | -          | -          | 27     | 0      |
| 2017-2018            | Genk                 | D1                   | 14         | 0          | CB              | 1               | 0               | -                  | -                  | -                  | -          | -          | -          | 15     | 0      |
| 2018-2019            | Genk                 | D1                   | 28         | 0          | CB              | 2               | 0               | UEL                | 10                 | 2                  | -          | -          | -          | 40     | 2      |
| 2019-gen. 2020       | Genk                 | D1                   | 23         | 4          | CB              | 1               | 0               | UCL                | 6                  | 0                  | SCB        | 1          | 0          | 31     | 4      |
| Totale Genk          | Totale Genk          | Totale Genk          | 84         | 4          |                 | 6               | 0               |                    | 22                 | 0                  |            | 1          | 0          | 113    | 6      |
| gen.-giu. 2020       | Sheffield Utd        | PL                   | 14         | 1          | FACup+CdL       | 2+0             | 0+0             | -                  | -                  | -                  | -          | -          | -          | 16     | 1      |
| 2020-2021            | Sheffield Utd        | PL                   | 15         | 1          | FACup+CdL       | 0+1             | 0+0             | -                  | -                  | -                  | -          | -          | -          | 16     | 1      |
| 2021-2022            | Sheffield Utd        | FC                   | 31+2       | 5+1        | FACup+CdL       | 1+0             | 0+0             |                    | -                  | -                  |            | -          | -          | 34     | 6      |
| 2022-2023            | Sheffield Utd        | FC                   | 37         | 6          | FACup+CdL       | 5+1             | 1+0             |                    | -                  | -                  |            | -          | -          | 43     | 7      |
| Totale Sheffield Utd | Totale Sheffield Utd | Totale Sheffield Utd | 97+2       | 14         |                 | 10              | 1               |                    | -                  | -                  |            | -          | -          | 109    | 15     |
| 2023-2024            | Burnley              | PL                   | 16         | 0          | FACup+CdL       | 0+3             | 0+1             |                    | -                  | -                  |            | -          | -          | 19     | 1      |
| Totale               | Totale               | Totale               | 226+2      | 17         |                 | 26              | 3               |                    | 22                 | 2                  |            | 1          | 0          | 261    | 22     |

### Cronologia presenze e reti in nazionale
| Cronologia completa delle presenze e delle reti in nazionale ― Norvegia | Cronologia completa delle presenze e delle reti in nazionale ― Norvegia | Cronologia completa delle presenze e delle reti in nazionale ― Norvegia | Cronologia completa delle presenze e delle reti in nazionale ― Norvegia | Cronologia completa delle presenze e delle reti in nazionale ― Norvegia | Cronologia completa delle presenze e delle reti in nazionale ― Norvegia | Cronologia completa delle presenze e delle reti in nazionale ― Norvegia | Cronologia completa delle presenze e delle reti in nazionale ― Norvegia |
| Data                                                                    | Città                                                                   | In casa                                                                 | Risultato                                                               | Ospiti                                                                  | Competizione                                                            | Reti                                                                    | Note                                                                    |
| ----------------------------------------------------------------------- | ----------------------------------------------------------------------- | ----------------------------------------------------------------------- | ----------------------------------------------------------------------- | ----------------------------------------------------------------------- | ----------------------------------------------------------------------- | ----------------------------------------------------------------------- | ----------------------------------------------------------------------- |
| 26-3-2017                                                               | Belfast                                                                 | Irlanda del Nord                                                        | 2 – 0                                                                   | Norvegia                                                                | Qual. Mondiali 2018                                                     | -                                                                       | 75’                                                                     |
| 10-6-2017                                                               | Oslo                                                                    | Norvegia                                                                | 2 – 0                                                                   | Rep. Ceca                                                               | Qual. Mondiali 2018                                                     | -                                                                       |                                                                         |
| 13-6-2017                                                               | Oslo                                                                    | Norvegia                                                                | 1 – 1                                                                   | Svezia                                                                  | Amichevole                                                              | -                                                                       | 46’                                                                     |
| 1-9-2017                                                                | Oslo                                                                    | Norvegia                                                                | 2 – 0                                                                   | Azerbaigian                                                             | Qual. Mondiali 2018                                                     | -                                                                       |                                                                         |
| 4-9-2017                                                                | Stoccarda                                                               | Germania                                                                | 6 – 0                                                                   | Norvegia                                                                | Qual. Mondiali 2018                                                     | -                                                                       | 46’                                                                     |
| 5-10-2017                                                               | Serravalle                                                              | San Marino                                                              | 0 – 8                                                                   | Norvegia                                                                | Qual. Mondiali 2018                                                     | -                                                                       | 46’                                                                     |
| 8-10-2017                                                               | Oslo                                                                    | Norvegia                                                                | 1 – 0                                                                   | Irlanda del Nord                                                        | Qual. Mondiali 2018                                                     | -                                                                       |                                                                         |
| 2-6-2018                                                                | Reykjavík                                                               | Islanda                                                                 | 2 – 3                                                                   | Norvegia                                                                | Amichevole                                                              | -                                                                       | 46’                                                                     |
| 6-6-2018                                                                | Oslo                                                                    | Norvegia                                                                | 1 – 0                                                                   | Panama                                                                  | Amichevole                                                              | -                                                                       | 46’                                                                     |
| 6-9-2018                                                                | Oslo                                                                    | Norvegia                                                                | 2 – 0                                                                   | Cipro                                                                   | UEFA Nations League 2018-2019                                           | -                                                                       | 69’                                                                     |
| 9-9-2018                                                                | Sofia                                                                   | Bulgaria                                                                | 1 – 0                                                                   | Norvegia                                                                | UEFA Nations League 2018-2019 - 1º turno                                | -                                                                       | 57’ 78’                                                                 |
| 19-11-2018                                                              | Nicosia                                                                 | Cipro                                                                   | 0 – 2                                                                   | Norvegia                                                                | UEFA Nations League 2018-2019 - 1º turno                                | -                                                                       | 90+2’                                                                   |
| 7-6-2019                                                                | Oslo                                                                    | Norvegia                                                                | 2 – 2                                                                   | Romania                                                                 | Qual. Euro 2020                                                         | -                                                                       | 22’                                                                     |
| 10-6-2019                                                               | Tórshavn                                                                | Fær Øer                                                                 | 0 – 2                                                                   | Norvegia                                                                | Qual. Euro 2020                                                         | -                                                                       |                                                                         |
| 5-9-2019                                                                | Oslo                                                                    | Norvegia                                                                | 2 – 0                                                                   | Malta                                                                   | Qual. Euro 2020                                                         | 1                                                                       |                                                                         |
| 8-9-2019                                                                | Solna                                                                   | Svezia                                                                  | 1 – 1                                                                   | Norvegia                                                                | Qual. Euro 2020                                                         | -                                                                       |                                                                         |
| 12-10-2019                                                              | Oslo                                                                    | Norvegia                                                                | 1 – 1                                                                   | Spagna                                                                  | Qual. Euro 2020                                                         | -                                                                       |                                                                         |
| 15-10-2019                                                              | Bucarest                                                                | Romania                                                                 | 1 – 1                                                                   | Norvegia                                                                | Qual. Euro 2020                                                         | -                                                                       |                                                                         |
| 15-11-2019                                                              | Oslo                                                                    | Norvegia                                                                | 4 – 0                                                                   | Fær Øer                                                                 | Qual. Euro 2020                                                         | -                                                                       | 84’                                                                     |
| 18-11-2019                                                              | Ta' Qali                                                                | Malta                                                                   | 1 – 2                                                                   | Norvegia                                                                | Qual. Euro 2020                                                         | -                                                                       |                                                                         |
| 4-9-2020                                                                | Oslo                                                                    | Norvegia                                                                | 1 – 2                                                                   | Austria                                                                 | UEFA Nations League 2020-2021 - 1º turno                                | -                                                                       |                                                                         |
| 8-10-2020                                                               | Oslo                                                                    | Norvegia                                                                | 1 – 2 dts                                                               | Serbia                                                                  | Qual. Euro 2020                                                         | -                                                                       |                                                                         |
| 11-10-2020                                                              | Oslo                                                                    | Norvegia                                                                | 4 – 0                                                                   | Romania                                                                 | UEFA Nations League 2020-2021 - 1º turno                                | -                                                                       |                                                                         |
| 14-10-2020                                                              | Oslo                                                                    | Norvegia                                                                | 1 – 0                                                                   | Irlanda del Nord                                                        | UEFA Nations League 2020-2021 - 1º turno                                | -                                                                       |                                                                         |
| 25-3-2022                                                               | Oslo                                                                    | Norvegia                                                                | 2 – 0                                                                   | Slovacchia                                                              | Amichevole                                                              | -                                                                       | 71’                                                                     |
| 29-3-2022                                                               | Oslo                                                                    | Norvegia                                                                | 9 – 0                                                                   | Armenia                                                                 | Amichevole                                                              | -                                                                       | 46’                                                                     |
| 2-6-2022                                                                | Belgrado                                                                | Serbia                                                                  | 0 – 1                                                                   | Norvegia                                                                | UEFA Nations League 2022-2023 - 1º turno                                | -                                                                       | 75’                                                                     |
| 5-6-2022                                                                | Solna                                                                   | Svezia                                                                  | 1 – 2                                                                   | Norvegia                                                                | UEFA Nations League 2022-2023 - 1º turno                                | -                                                                       | 89’                                                                     |
| 9-6-2022                                                                | Oslo                                                                    | Norvegia                                                                | 0 – 0                                                                   | Slovenia                                                                | UEFA Nations League 2022-2023 - 1º turno                                | -                                                                       |                                                                         |
| 12-6-2022                                                               | Oslo                                                                    | Norvegia                                                                | 3 – 2                                                                   | Svezia                                                                  | UEFA Nations League 2022-2023 - 1º turno                                | -                                                                       | 64’                                                                     |
| 24-9-2022                                                               | Lubiana                                                                 | Slovenia                                                                | 2 – 1                                                                   | Norvegia                                                                | UEFA Nations League 2022-2023 - 1º turno                                | -                                                                       |                                                                         |
| 27-9-2022                                                               | Oslo                                                                    | Norvegia                                                                | 0 – 2                                                                   | Serbia                                                                  | UEFA Nations League 2022-2023 - 1º turno                                | -                                                                       |                                                                         |
| 25-3-2023                                                               | Malaga                                                                  | Spagna                                                                  | 3 – 0                                                                   | Norvegia                                                                | Qual. Euro 2024                                                         | -                                                                       | 74’                                                                     |
| 28-3-2023                                                               | Batumi                                                                  | Georgia                                                                 | 1 – 1                                                                   | Norvegia                                                                | Qual. Euro 2024                                                         | -                                                                       | 78’                                                                     |
| 17-6-2023                                                               | Oslo                                                                    | Norvegia                                                                | 1 – 2                                                                   | Scozia                                                                  | Qual. Euro 2024                                                         | -                                                                       | 63’                                                                     |
| 20-6-2023                                                               | Oslo                                                                    | Norvegia                                                                | 3 – 1                                                                   | Cipro                                                                   | Qual. Euro 2024                                                         | -                                                                       | 58’                                                                     |
| 7-9-2023                                                                | Oslo                                                                    | Norvegia                                                                | 6 – 0                                                                   | Giordania                                                               | Amichevole                                                              | -                                                                       | 73’                                                                     |
| 12-9-2023                                                               | Oslo                                                                    | Norvegia                                                                | 2 – 1                                                                   | Georgia                                                                 | Qual. Euro 2024                                                         | -                                                                       | 71’                                                                     |
| 12-10-2023                                                              | Larnaca                                                                 | Cipro                                                                   | 0 – 4                                                                   | Norvegia                                                                | Qual. Euro 2024                                                         | -                                                                       |                                                                         |
| 15-10-2023                                                              | Oslo                                                                    | Norvegia                                                                | 0 – 1                                                                   | Spagna                                                                  | Qual. Euro 2024                                                         | -                                                                       |                                                                         |
| 16-11-2023                                                              | Oslo                                                                    | Norvegia                                                                | 2 – 0                                                                   | Fær Øer                                                                 | Amichevole                                                              | -                                                                       | cap. 46’                                                                |
| 19-11-2023                                                              | Glasgow                                                                 | Scozia                                                                  | 3 – 3                                                                   | Norvegia                                                                | Qual. Euro 2024                                                         | -                                                                       | cap. 59’                                                                |
| 22-3-2024                                                               | Oslo                                                                    | Norvegia                                                                | 1 – 2                                                                   | Rep. Ceca                                                               | Amichevole                                                              | -                                                                       |                                                                         |
| 26-3-2024                                                               | Oslo                                                                    | Norvegia                                                                | 1 – 1                                                                   | Slovacchia                                                              | Amichevole                                                              | -                                                                       |                                                                         |
| 5-6-2024                                                                | Oslo                                                                    | Norvegia                                                                | 3 – 0                                                                   | Kosovo                                                                  | Amichevole                                                              | -                                                                       |                                                                         |
| 8-6-2024                                                                | Brøndbyvester                                                           | Danimarca                                                               | 3 – 1                                                                   | Norvegia                                                                | Amichevole                                                              | -                                                                       | 88’                                                                     |
| 6-9-2024                                                                | Almaty                                                                  | Kazakistan                                                              | 0 – 0                                                                   | Norvegia                                                                | UEFA Nations League 2024-2025 - 1º turno                                | -                                                                       | 70’                                                                     |
| 9-9-2024                                                                | Oslo                                                                    | Norvegia                                                                | 2 – 1                                                                   | Austria                                                                 | UEFA Nations League 2024-2025 - 1º turno                                | -                                                                       |                                                                         |
| 10-10-2024                                                              | Oslo                                                                    | Norvegia                                                                | 3 – 0                                                                   | Slovenia                                                                | UEFA Nations League 2024-2025 - 1º turno                                | -                                                                       |                                                                         |
| 13-10-2024                                                              | Linz                                                                    | Austria                                                                 | 5 – 1                                                                   | Norvegia                                                                | UEFA Nations League 2024-2025 - 1º turno                                | -                                                                       | 28’                                                                     |
| 14-11-2024                                                              | Lubiana                                                                 | Slovenia                                                                | 1 – 4                                                                   | Norvegia                                                                | UEFA Nations League 2024-2025 - 1º turno                                | -                                                                       |                                                                         |
| 17-11-2024                                                              | Oslo                                                                    | Norvegia                                                                | 5 – 0                                                                   | Kazakistan                                                              | UEFA Nations League 2024-2025 - 1º turno                                | -                                                                       |                                                                         |
| 22-3-2025                                                               | Chișinău                                                                | Moldavia                                                                | 0 – 5                                                                   | Norvegia                                                                | Qual. Mondiali 2026                                                     | -                                                                       |                                                                         |
| 25-3-2025                                                               | Debrecen                                                                | Israele                                                                 | 2 – 4                                                                   | Norvegia                                                                | Qual. Mondiali 2026                                                     | -                                                                       |                                                                         |
| 6-6-2025                                                                | Oslo                                                                    | Norvegia                                                                | 3 – 0                                                                   | Italia                                                                  | Qual. Mondiali 2026                                                     | -                                                                       |                                                                         |
| 9-6-2025                                                                | Tallinn                                                                 | Estonia                                                                 | 0 – 1                                                                   | Norvegia                                                                | Qual. Mondiali 2026                                                     | -                                                                       |                                                                         |
| Totale                                                                  |                                                                         | Presenze                                                                | 56                                                                      |                                                                         | Reti                                                                    | 1                                                                       |                                                                         |

## Palmarès

### Competizioni nazionali
- Campionato belga: 1

Genk: 2018-2019
- Supercoppa del Belgio: 1

Genk: 2019